# Explosions
«Explosions»—en español: «Explosiones»— es una canción interpretada por la cantante y compositora Ellie Goulding, incluida en su segundo álbum de estudio Halcyon. Goulding la compuso con John Fortis, quien además se encargó de producirla. En un principio, Polydor Records lanzó «Explosions» como sencillo promocional del disco en octubre de 2012 en iTunes de Reino Unido. Sin embargo, en enero de 2013, la discográfica la publicó como el tercer sencillo de Halcyon en formato físico y en la radio. Goulding estrenó el vídeo musical de «Explosions» en su página web el 30 de enero de 2013, el que consiste en un metraje en blanco y negro de The Halcyon Days Tour.

## Antecedentes y composición
«Explosions» es una balada compuesta por Goulding con John Fortis, y producida por este último. Está compuesta en la tonalidad de fa mayor, y el rango vocal de la cantante se extiende desde la nota fa♯3 hasta la fa♯5. En cuanto a su instrumentación, Fortis tocó el teclado y se encargó de su programación. Tom Elmhirst la mezcló con la ayuda de Ben Baptie, mientras que Kirsty Mangan tocó el violín. Por otra parte, Ashley Krajewski ayudó en la programación, y junto con George Murphy se encargó de la ingeniería. Según la cantante, la canción es una de sus favoritas para interpretar en vivo. En otra entrevista, trató de decir que «Explosions» y «I Know You Care» son canciones con un significado único y específico, sin ninguna otra posible interpretación. Además, confesó que en la canción trató de poner sus conocimientos sobre la música clásica para ver el resultado.
El significado de la canción obtuvo diferentes interpretaciones. Brandon Owen del sitio web The Talon dijo que «Explosions» trata sobre «el recuerdo de una relación terminada» en donde la protagonista «recuerda a un hombre que pensó que amaba». La canción empieza con voces a capela que, según Owen, «tienen una sensación melancólica que encaja perfectamente con el tema del sencillo». Por otro lado, Scott Schetler de PopCrush dijo que «Explosions» «trata sobre una relación turbulenta». Según Liz Colville de Thought Catalog, en el verso «As the flood moves in, and your body starts to sink, I was the last thing on your mind, I know you better than you think» (Mientras la inundación se mete, y tu cuerpo empieza a hundirse, yo era lo último en tu mente, te conozco mejor de lo que crees) la protagonista «toma un tipo de poder, poniendo a su pareja exactamente donde lo quiere, creando una alegoría de la situación. Pero hay además desesperación, como si el "te conozco mejor de lo que crees" es la última arma en su arsenal». El sitio The Lantern dijo que «en "Explosions", Goulding enfoca sus letras en el amor y la derrota» y que «en un tono escalofriante, envía el mensaje de que "está bien estar asustado" en una relación».

## Lanzamiento
«Explosions» inicialmente fue lanzada accidentalmente en iTunes de Irlanda el 3 de agosto de 2012. Después, Polydor Records la publicó oficialmente como sencillo promocional de Halcyon, en iTunes de Reino Unido el 1 de octubre de 2012. El 23 de enero de 2013, la canción apareció en la programación de BBC Radio 1. Días después, tanto Goulding como sitios como Digital Spy anunciaron que «Explosions» sería el tercer sencillo del disco y el sucesor de «Anything Could Happen» y «Figure 8». Con esto, Polydor y Cherrytree Records publicaron un sencillo en CD de la canción, que contenía una remezcla de Stay Positive, una de Gemini y una edición de radio.

## Comentarios de la crítica
«Explosions» recibió comentarios positivos por parte de los críticos. Scott Schetler de PopCrush dijo que «la canción sobresale de cualquier cosa que esté sonando en la radio actualmente» y que «cuidadosamente presenta un lado diferente de la cantante sin sacrificar su estilo poco convencional». Además, le otorgó cuatro estrellas de cinco. Michael Gallucci del mismo sitio, en su revisión de Halcyon, nombró a «Explosions» como una de las canciones destacadas del disco. Jessica Rawden de One Track Sunday la llamó «cautivante», y Steven Holt de Arts Mic la nombró una de las mejores canciones del álbum. Shahlin Graves de Coup de Main Magazine la llamó «evocativa», y Katherine St. Asaph de Pitchfork Media dijo que Goulding «es mejor cuando su voz toma el frente: el coral aumenta durante el honesto "Explosions"». Adam Holz de Plugged In calificó al sencillo como un «contenido prosocial» del disco debido a su tema central. Sin embargo, lo llamó «reprobable» por los versos en los que Goulding canta sobre «las emociones desconcertantes y desorientadas que acompañan a sus pérdidas».
Allison Stewart de The Washington Post lo recomendó, al igual que «Anything Could Happen». John Murphy de musicOMH dijo que «algunas veces, la voz idiosincrática de la cantante funciona bien [...] [como] en la preciosa "Explosions", su voz más apasionada y emocional desde "The Writer"». Megan Rozell de Blogcritics la llamó su favorita y añadió que «realmente te confunde porque esperas algo completamente diferente debido a su título, pero en su lugar te sorprende de una buena manera. La música de fondo casi parece que cuenta una historia, expresando verdaderamente el significado de la canción». Jenny Chu de Entertainment Wise dijo que «Goulding parece sacar las cortinas de su vida y sus emociones, [como en] "Figure 8", "Joy" y "Explosions"». Nacho del sitio The Musical Juice la llamó «una balada sentimental» que «hará las delicias de los fanáticos de la cantante como del público no tan cercano a su música». La página web de Red Bull la ubicó en la segunda posición de su lista de las «cinco mejores canciones de Ellie Goulding». Fernando Omedé de Rock and Radio dijo que «"Explosions" baja un poco más los ánimos llenos de "beats" que teníamos» y que «tal vez es una canción un poco más íntimas y con un sentido que a muchos les parecerá, pero sentimos que no es el corazón central de la magnífica música que puede hacer ella».

## Recepción comercial
Después de su uso en el comercial «Where Drama Lives» de ITV, la canción apareció por primera vez en la lista UK Singles Chart en la posición 122. En la siguiente edición, subió hasta el número treinta y tres, y en su sexta semana en la lista, alcanzó la posición trece. Además, en el UK Download Singles Chart llegó al número doce. En septiembre de 2013, la British Phonographic Industry (BPI) certificó al sencillo con un disco de plata tras haber vendido 200 000 copias en el Reino Unido. Asimismo, estuvo en la posición noventa y tres de la lista anual del UK Singles Chart. Además, alcanzó la posición dieciséis en el Scottish Singles Chart de Escocia y el número cincuenta y uno en el Irish Singles Chart de Irlanda. En el Euro Digital Songs, «Explosions» llegó al número dieciocho, mientras que en el Euro Digital Tracks, alcanzó la posición diecisiete. Por otro lado, en el Radio Top 100 de Eslovaquia llegó al número noventa y cinco.
En los Estados Unidos, «Explosions» entró en la posición veinte del Bubbling Under Hot 100, en la edición del 15 de febrero de 2014. En la siguiente semana, subió hasta el número tres. Finalmente, una semana después logró entrar al Billboard Hot 100 en la posición 100, luego de ser usada en los comerciales de la película estadounidense Endless Love. En la lista Pop Digital Singles, apareció por primera vez en la edición del 8 de febrero de 2014 en la posición treinta y ocho. En su cuarta semana, alcanzó el número veintidós. Sin embargo, solo permaneció una edición más en la lista. En Canadá, aunque no entró al Canadian Hot 100, apareció una semana en el Hot Canadian Digital Singles en la posición setenta y dos.

## Vídeo musical
Yuliya Miroshnikova dirigió el vídeo musical de «Explosions». Goulding lo estrenó en su página web y en su canal de YouTube el 31 de enero de 2013. Por otro lado, Polydor Records lo publicó en iTunes el 23 de agosto de ese mismo año. La trama consiste en un metraje en blanco y negro hecho por Miroshnikova con Art Club y Love Live de Goulding en su gira The Halcyon Days Tour, durante su concierto en Terminal 5 de Nueva York. Acerca del vídeo, Goulding dijo que:

«El concepto era dar un pequeño vistazo a mi gira, mi relación con mi banda y mi presentación [en vivo] de la canción. Es particularmente resonante para mí, porque es muy personal y quise que el vídeo mostrara eso».

El sitio web Sopitas dijo que las escenas en blanco y negro «le dan más estilo al vídeo». Sam Lansky de Idolator escribió que «el vídeo hace lo que un vídeo debe hacer: recordarnos qué grandiosa canción es "Explosions"». Pure Volume dijo que el vídeo «destacaba el estilo espiritual de Goulding». Según Luke Beardsworth, el vídeo de «Explosions» hizo que la canción fuera notable.

## Interpretaciones en vivo
La cantante interpretó el sencillo en su gira norteamericana de 2013 The Halcyon Days Tour.
Goulding presentó un popurrí de «Explosions» y «Anything Could Happen» el 28 de mayo de 2013 en el programa británico Britain's Got Talent. En agosto de ese mismo año, interpretó la canción en el Lollapalooza y en el V Festival de Hylands Park.

## Formatos
Descarga digital
| Explosions |              |          |  |
| N.º        | Título       | Duración |  |
| 1.         | «Explosions» | 4:04     |  |

Sencillo en CD
| Explosions— Sencillo en CD |                                                  |          |  |
| N.º                        | Título                                           | Duración |  |
| 1.                         | «Explosions» (remezcla de Stay Positive)         | 5:13     |  |
| 2.                         | «Explosions» (remezcla de Gemini)                | 4:41     |  |
| 3.                         | «Explosions» (edición de radio de Stay Positive) | 3:48     |  |

CD Promocional
| Explosions |                                     |          |  |
| N.º        | Título                              | Duración |  |
| 1.         | «Explosions»                        | 4:04     |  |
| 2.         | «Explosions» (versión instrumental) | 3:53     |  |

## Posicionamiento en listas

### Semanales
| País           | Lista                        | Mejor posición |
| -------------- | ---------------------------- | -------------- |
| Canadá         | Hot Canadian Digital Singles | 72             |
| Escocia        | Scottish Singles Chart       | 16             |
| Eslovaquia     | Radio Top 100                | 95             |
| Estados Unidos | Billboard Hot 100            | 100            |
| Estados Unidos | Pop Digital Songs            | 22             |
| Europa         | Euro Digital Singles         | 18             |
| Europa         | Euro Digital Tracks          | 17             |
| Irlanda        | Irish Singles Chart          | 51             |
| Reino Unido    | UK Singles Chart             | 13             |
| Reino Unido    | UK Download Singles Chart    | 12             |

### Certificaciones
| País        | Organismo Certificador | Ventas Certificadas | Certificación | Simbolización | Ref.   |
| ----------- | ---------------------- | ------------------- | ------------- | ------------- | ------ |
| Reino Unido | BPI                    | 200 000             | Plata         | ♦             | [ 40 ] |

### Anuales
| País        | Lista (2013)     | Mejor posición |
| ----------- | ---------------- | -------------- |
| Reino Unido | UK Singles Chart | 93             |

## Créditos
- Ellie Goulding: voz y composición
- John Fortis: composición, producción, teclado y programación
- Tom Elmhirst: mezcla
- Ashley Krajewsky: programación adicional, ingeniería
- Ben Baptie: asistente de mezcla, ingeniería adicional
- Kirsty Mangan: violín
- George Murphy: ingeniería

Fuente: Discogs.

## Historial de lanzamientos
| País        | Fecha de lanzamiento | Formato                                | Ref.              |
| ----------- | -------------------- | -------------------------------------- | ----------------- |
| Irlanda     | 3 de agosto de 2012  | descarga digital, sencillo promocional | [ 20 ]            |
| Reino Unido | 1 de octubre de 2012 | descarga digital, sencillo promocional | [ 1 ] [ 2 ] [ 3 ] |
| Reino Unido | 23 de enero de 2013  | radio contemporánea                    | [ 7 ]             |